# Peter Hargreaves
Peter Kendal Hargreaves (Clitheroe, 5 ottobre 1946) è un imprenditore inglese, co-fondatore con Steve Lansdown di Hargreaves Lansdown, una delle più grandi società di servizi finanziari del Regno Unito. È sempre azionista di Hargreaves ma non è più amministratore o dipendente. È partner e presidente di Blue Whale Capital, una boutique di investimento lanciata nel 2017. Conservatore, è stato tra i maggiori finanziatori della Brexit.

## Biografia
Hargreaves è nato a Clitheroe e ha studiato alla Clitheroe Royal Grammar School nel Lancashire.

## Carriera
Formatosi come contabile,  Peter Hargreaves inizialmente ha lavorato come venditore di computer.  Ha quindi avviato il commercio di Hargreaves Lansdown da una camera da letto nel 1981; nel 2010 si è dimesso dalla carica di amministratore delegato e, nello stesso anno, ha ricevuto pagamenti per 18 milioni di sterline dai dividendi. Gli successe come amministratore delegato Ian Gorham. La sua ricchezza è stata segnalata a 2.315 milioni di sterline secondo il "Sunday Times Rich List 2017", rendendolo la 51a persona più ricca del Regno Unito.
Hargreaves è entrato a far parte del consiglio di ITM Power nel febbraio 2004 come amministratore non esecutivo: ha investito molto in ITM Power.
Nel marzo 2016 entra a far parte del Movimento Leave.EU per una campagna per l'uscita del Regno Unito dall'Unione Europea. È stato il principale donatore della campagna Brexit, contribuendo con oltre 3 milioni di sterline alla campagna Leave. Nel settembre 2017, Hargreaves ha annunciato un sostegno di 25 milioni di sterline in Blue Whale Capital, una nuova società di gestione patrimoniale fondata da Stephen Yiu.
Nell'agosto 2020 è stato annunciato che Hargreaves avrebbe ricevuto 63,4 milioni di sterline di dividendi dopo che i profitti di Hargreaves Lansdown sono aumentati del 24% a 378,3 milioni di sterline nei 12 mesi precedenti al 30 giugno 2020. Secondo "The Sunday Times Rich List" nel 2020 il suo patrimonio netto era stimato in 2,4 miliardi di sterline. Nel 2021, è arrivato nono in un elenco dei primi dieci maggiori contribuenti nel Regno Unito, avendo pagato quell'anno una fattura fiscale di 91,4 milioni di sterline.

## Politica
Hargreaves ha sostenuto finanziariamente la campagna Leave.EU nel 2016, donando 3,2 milioni di sterline alla campagna Leave.EU fondata da Arron Banks e ha scritto a 15 milioni di famiglie britanniche chiedendo loro di sostenere la campagna referendaria per lasciare l'Unione europea.
Nel maggio 2016, Hargreaves ha affermato che la Brexit porterà ad "una fantastica insicurezza" che si rivelerà molto efficace.  Hargreaves ha sostenuto che Theresa May dovrebbe rassicurare i tre milioni di cittadini dell'UE già nel Regno Unito sul fatto che i loro attuali diritti sarebbero mantenuti.
Hargreaves ha donato 1 milione di sterline al fondo elettorale dei conservatori nel 2019.

## Vita privata
Nel 1986 ha sposato Rosemary; hanno un figlio e una figlia. Vivono in una proprietà georgiana nel West Country, dove coltiva ortaggi. Possiede tre cavalli da corsa.

## Riconoscimenti
Hargreaves è stato nominato Commendatore dell'Ordine dell'Impero Britannico (CBE) nel 2014 New Year Honours per i servizi all'innovazione aziendale, ai servizi finanziari e alla città di Bristol.